# Chasseral
Chasseral är en bergskedja i Schweiz.   Den ligger i kantonen Bern, i den västra delen av landet, 40 km nordväst om huvudstaden Bern.
Runt Chasseral är det ganska glesbefolkat, med 24 invånare per kvadratkilometer.